# Daisy (kampanj)
Daisy (alternativt Daisy Girl eller Peace, Little Girl) var en kontroversiell politisk reklamkampanj som visades i TV under presidentvalet i USA 1964. Det var den sittande presidenten Lyndon B. Johnsons reklamkampanj och visades endast en gång, men anses vara en viktig faktor till Johnsons jordskredsseger mot Barry Goldwater och en viktig vändning i USA:s politik- och reklamhistoria. Det är än i dag en av de mest kontroversiella politiska reklamkampanjerna som har gjorts.